# Martha Heuer
Martha Wanda Heuer (geb. Palme; * 1925; † 2004 in Bremen) unterstützte verfolgte Jüdinnen und Juden in der NS-Zeit.
Sie versteckte gemeinsam mit ihrer Mutter Melida Palme 1942 monatelang sechs jüdische Bürgerinnen und Bürger in Warschau, während die Stadt von der Wehrmacht besetzt war. Martha Heuer bewahrte sie damit vor dem Abtransport in ein Vernichtungslager.

## Biografie
Martha Heuer wuchs in Warschau auf. Dort überließ sie gemeinsam mit ihrer Mutter eine Wohnung in der Okolnastraße einer jüdischen Bekannten. Nach dem Aufstand im Warschauer Ghetto verließ sie Warschau und gelangte mit einer Zwischenstation im Sudetenland nach Bremen.
Sie heiratete den späteren Bürgerschaftsabgeordneten Heinz Heuer (SPD) und lebte als Hausfrau in Gröpelingen.

## Rezeption
Heuer wurde 1975 als Gerechte unter den Völkern ausgezeichnet.
Der Journalist Kurt Nelhiebel veröffentlichte 2013 unter dem Pseudonym Conrad Taler in der Zeitschrift Ossietzky einen Artikel mit der Überschrift „Kennen Sie Martha Heuer?“ und regte die Benennung einer Straße nach ihr an. Der Beirat Gröpelingen setzte diese Anregung um.